# Desire (Eunjung)
Desire è il primo EP in lingua giapponese della cantante sudcoreana Eunjung, pubblicato nel 2019

## Tracce
1. Desire
2. Ato Mosukoshi... (あともう少し…)
3. Ame no Furu Hi (雨の降る日)
4. Tsumugi Ito (紡ぎ糸)
5. Desire (Inst.)